# جانيت بيل
جانيت بيل (بالإنجليزية: Janet Bell)‏ هي عدائة المسافات المتوسطة بريطانية، ولدت في 15 يناير 1959.

## وصلات خارجية
- جانيت بيل على موقع الاتحاد الدولي لألعاب القوى (الإنجليزية)